# Wolfgang Schumann (Flüchtling)
Wolfgang Schumann (* 7. März 1949 in Dresden; † vermutlich am 6. September 1977 in Freital) war ein Todesopfer an der innerdeutschen Grenze.

## Leben
Der Ingenieur Wolfgang Schumann arbeitete nach seinem Studium an der Technischen Universität Dresden beim VEB Plastmaschinenwerk Freital. Nach der Ablehnung seines Ausreiseantrages hatte Schumann eine abenteuerliche Idee: Er versuchte, sich selbst im Öltank einer Spritzgießmaschine, die von seiner Firma hergestellt wurde, in die Bundesrepublik zu schmuggeln. Sein Leichnam wurde am 7. November 1977 im bundesdeutschen Kaufbeuren im Öltank einer solchen Maschine entdeckt, in dem er offenbar erstickt war.